# Vittorio Emanuele Orlando
Vittorio Emanuele Orlando (Palermo, 19 maggio 1860 – Roma, 1º dicembre 1952) è stato un politico e giurista italiano.
È noto per aver rappresentato l'Italia nella conferenza di pace di Parigi del 1919 con il suo ministro degli esteri Sidney Sonnino a seguito della vittoria italiana al fianco della Triplice intesa contro gli Imperi centrali nella prima guerra mondiale, ruolo che gli valse l'appellativo di "Presidente della Vittoria".
Nel 1946, dopo la fine della seconda guerra mondiale e della dittatura fascista, Orlando fu membro dell'Assemblea Costituente che all'indomani del referendum aveva il compito di formalizzare il cambio di forma dello Stato italiano in Repubblica.
Oltre al suo importante ruolo politico, Orlando è anche noto per i suoi scritti, oltre un centinaio di lavori, su questioni legali e giudiziarie. Insigne giurista e politico italiano, fu professore di diritto costituzionale e diritto amministrativo nelle università di Messina, di Modena, di Palermo, e di Roma. Fu inoltre il fondatore della scuola italiana di diritto pubblico. Dette contributi profondamente innovativi alla scienza giuridica; curò la stesura del Primo trattato completo di diritto amministrativo (1897-1925), in cui furono inclusi i contributi degli autori più autorevoli della materia. In particolare, nell’opera è esposto il cosiddetto «metodo descrittivo» che indica i principi dell’organizzazione e dell’attività amministrativa ed esamina le finalità dell’amministrazione.

## Biografia

### Giovinezza ed educazione
Nato pochi giorni dopo lo sbarco dei Mille a Marsala, figlio di Camillo Orlando, avvocato, e di Carmela Barabbino, si dedicò con passione agli studi giuridici. Frequentò il liceo classico Vittorio Emanuele II di Palermo. Nel 1880, non ancora laureato, vinse un concorso indetto dall'Istituto Lombardo di Scienze e Lettere per uno studio sulla riforma elettorale, tema in quegli anni molto dibattuto, che fu pubblicato con il titolo Della riforma elettorale nel 1881; l'anno successivo la riforma elettorale fu approvata dal Parlamento. Questo stesso studio gli permise, una volta laureato, di ottenere la libera docenza con la cattedra di diritto costituzionale all'Università di Palermo,  poi a Modena, Messina, e poi ancora a Palermo nel 1889 alla cattedra di diritto amministrativo, dove insegnò per un periodo anche Istituzioni di diritto romano (scrisse anche un manuale della materia).
Le sue due opere più importanti, tuttavia risalgono alla fine del decennio e sono i Principi di diritto costituzionale del 1889 e i Principi di diritto amministrativo del 1890. Queste due opere di manualistica generale sono probabilmente l'atto fondativo della moderna giuspubblicistica italiana. Con esse Orlando metteva in pratica una vera e propria rivoluzione metodologica, al centro della quale stava la necessità di espellere dallo studio del diritto pubblico, ogni sociologismo e ogni osservazione di carattere politico storico o filosofico. Lo scopo di Orlando era quello di rendere il diritto pubblico (in particolare quello costituzionale) una disciplina veramente scientifica, al pari del diritto privato. Ma creare un diritto pubblico italiano non bastava. Occorreva anche creare un ceto di giuristi preparati ad interpretarlo. Per questo Orlando fondò una vera e propria scuola giuridica nazionale, palestra della quale fu la rivista "Archivio di diritto pubblico", fondata dallo stesso giurista a Palermo nel 1891.
Il merito principale di Orlando è quello di aver costruito una teoria generale dello Stato di diritto italiano, in linea con quanto la dottrina tedesca andava facendo in Germania sulla direttrice teorica che da Gerber conduceva a Laband e infine a Jellinek. I principali capisaldi di questa teoria furono: la distinzione tra ordine politico e ordine giuridico, l'affermazione della personalità giuridica dello Stato, la teoria del governo di gabinetto (fondata sul principio della doppia investitura, parlamentare e monarchica) e, infine, il diritto di voto interpretato non già come diritto individuale ma come esercizio di una pubblica funzione.
Lo statualismo di Orlando, condiviso dall'intera giuspubblicistica liberale europea, presupponeva necessariamente una netta separazione tra Stato e società, nonché l'interpretazione della sovranità come attributo proprio dello Stato stesso. Nonostante l'assoluta centralità dello Stato, occorreva però trovare una collocazione teorica anche alla dimensione sociale. A questo scopo, Orlando ricorre al concetto di popolo, un concetto anch'esso derivato dalla dottrina tedesca e più in particolare dalla lezione di Savigny. Un popolo, quello di Orlando, che quindi va interpretato non in senso volontaristico, ma come una realtà storico-naturale, custode dei costumi, delle tradizioni, della lingua (e perché no anche dei diritti) propri della nazione.
Nel 1903 assunse la cattedra di diritto pubblico all'Università di Roma, dove restò fino al 1931.

### Carriera politica

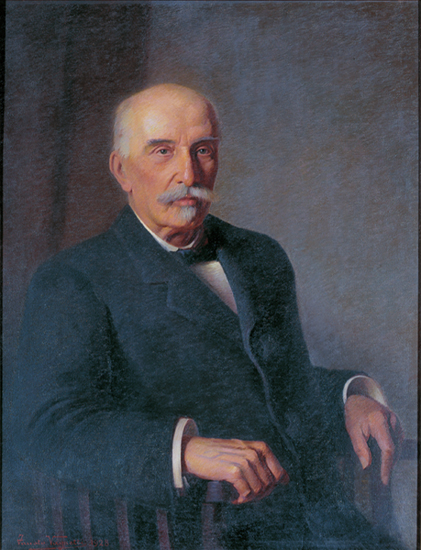
Giovanni Giolitti

Nel 1897 fu eletto deputato del collegio di Partinico, vicino a Palermo, dove fu sempre rieletto fino al 1925, quando si dimise da parlamentare. Schierato con Giolitti, dovette subito affrontare da parlamentare, nel periodo politico più agitato e pericoloso del Regno, prima dell'avvento del fascismo, il compito di sventare, insieme con socialisti, repubblicani, radicali e giolittiani, mediante il ricorso all'ostruzionismo parlamentare, il tentativo reazionario del Pelloux.
Nel 1902 venne istituita, a Roma, con decreto reale del 12 marzo 1905, su proposta del ministro della pubblica istruzione, Vittorio Emanuele Orlando, la Commissione per l'Edizione Nazionale dei Manoscritti e dei disegni di Leonardo da Vinci, detta anche Commissione Nazionale Vinciana o Reale Commissione Vinciana per la creazione di un'opera che raccogliesse tutti i codici e di disegni di Leonardo da Vinci.
Nel 1903 fu ministro della pubblica istruzione nel governo Giolitti; dal 1907 resse il dicastero di grazia e giustizia, che allora aveva anche il compito - in mancanza di rapporti diplomatici - di tenere relazioni ufficiose con la Santa Sede. Alla caduta del governo Giolitti nel 1909 ottenne l'apprezzamento di Pio X, che egli aveva appoggiato nella sua opera di repressione del movimento modernista.
Tornò ad assumere un incarico ministeriale - quello di grazia e giustizia - nel novembre 1914, con il gabinetto Salandra, decisamente favorevole all'entrata in guerra dell'Italia a fianco delle potenze dell'Intesa. Orlando, già neutralista, dopo l'intervento si dichiarò apertamente favorevole alla guerra ed esaltò le violente manifestazioni di piazza del maggio 1915.
Caduto anche il governo Salandra nel 1916, Orlando fu ministro dell'interno nel successivo gabinetto Boselli.

### Presidente del Consiglio dei ministri
(Discorso di Orlando alle Camere del 22 Dicembre 1917)

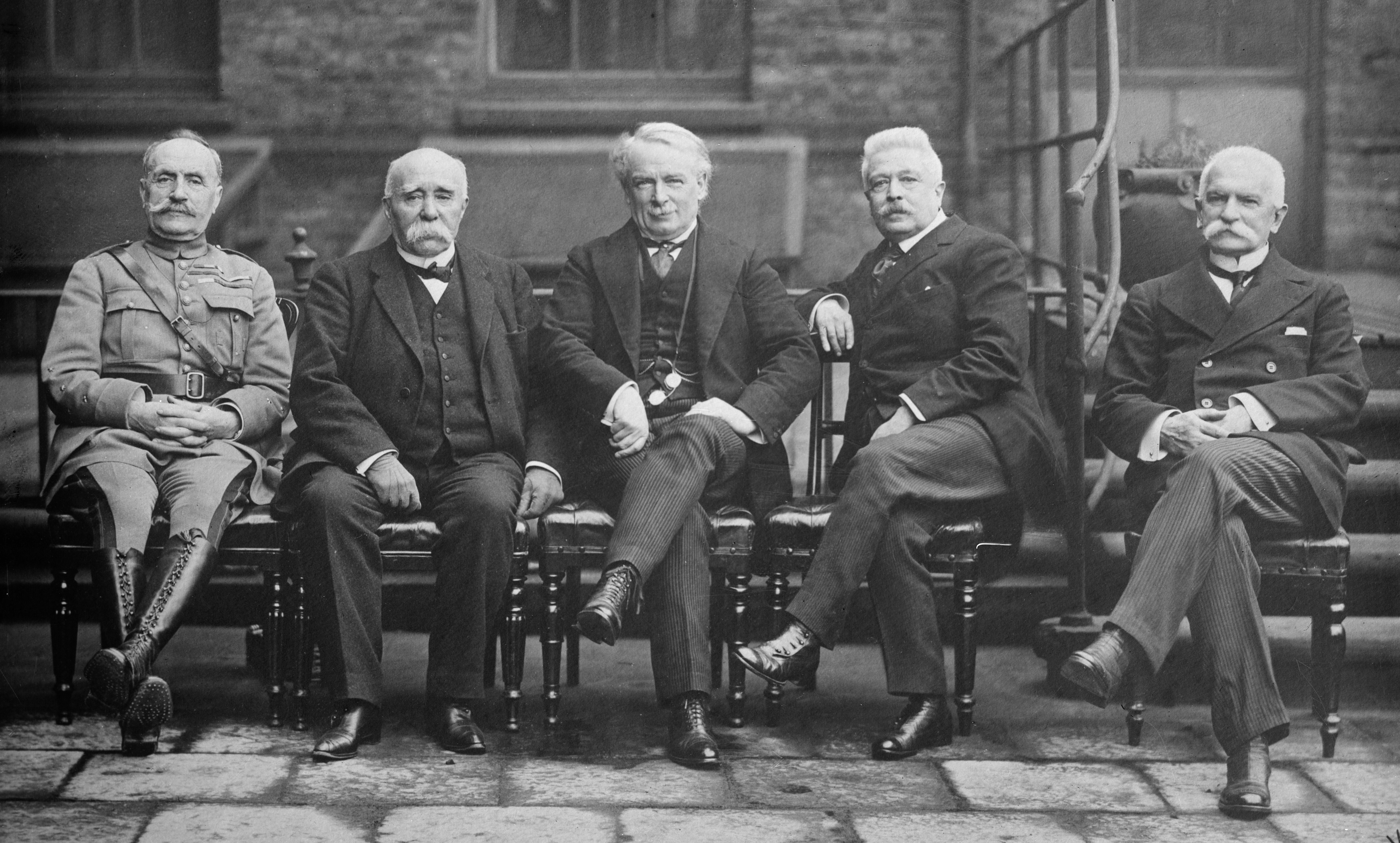
Il generale francese Foch, il primo ministro francese Clemenceau, quello britannico Lloyd George, quello italiano Orlando e Sonnino alla conferenza di pace di Parigi

Dopo il disastro di Caporetto, il 30 ottobre 1917 fu chiamato a sostituire il debole Boselli. Oltre alla Presidenza del Consiglio dei ministri - era all'apice della sua carriera politica alla guida del Paese - egli mantenne anche il dicastero degli interni nella drammatica situazione di guerra.
Una delle sue prime iniziative fu di telegrafare al generale Cadorna, per riconfermargli la sua fiducia e la sua stima; in realtà aveva già deciso la sua sostituzione a capo delle forze armate con il generale Diaz.
Con la pubblicazione nella fine del 1917 da parte del governo bolscevico del testo, fino ad allora segreto, del Patto di Londra, ove si rivelavano gli accordi sulla spartizione dei territori delle potenze nemiche, si creò un ulteriore incidente con il Vaticano, dopo quello creato dal sequestro di Palazzo Venezia, già ambasciata austriaca presso la Santa Sede. La stampa inglese, traducendo malamente il testo dal russo, faceva erroneamente apparire che l'art. 15 del Patto escludesse il Vaticano dalle trattative di pace; Orlando voleva autorizzare la pubblicazione del testo di quell'articolo, ma il ministro degli esteri Sidney Sonnino si rifiutò.

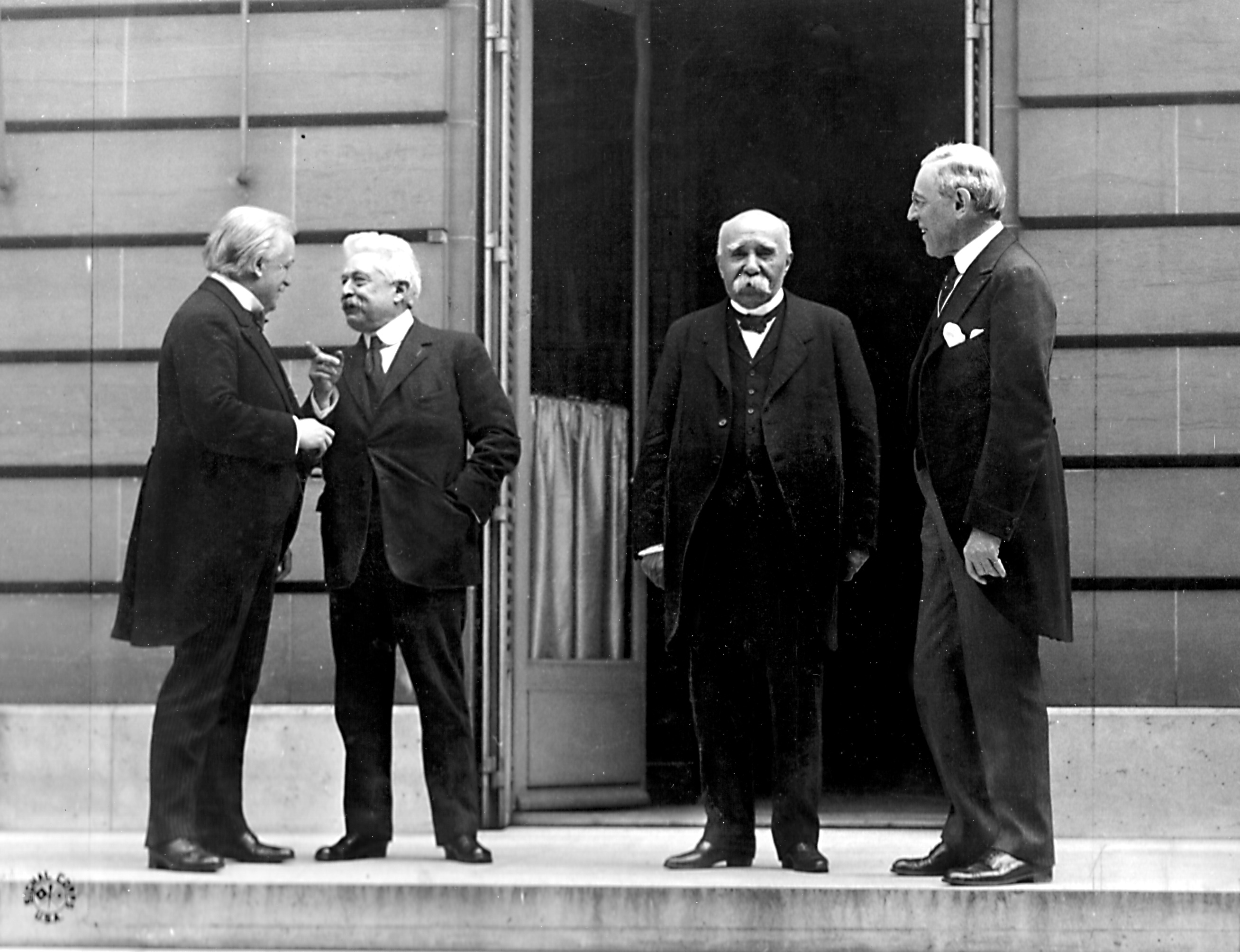
Orlando (secondo a sinistra) alla conferenza di pace di Parigi con David Lloyd George, Georges Clemenceau e Woodrow Wilson (da sinistra)

Il 4 novembre 1918 l'Impero austro-ungarico si arrese; la guerra, costata 650.000 morti e 148 miliardi di lire - il doppio di quanto complessivamente speso dallo Stato unitario dal 1861 al 1913 - era finita.
Nonostante l'esito delle trattative da lui condotte a Versailles fosse stato giudicato da larghi settori dell'opinione pubblica come una "vittoria mutilata", Orlando si considerò soddisfatto degli esiti politici della guerra: il 15 dicembre 1918 dichiarò al Senato che "l'Italia è oggi un grande Stato, non già per virtù di un'indulgente concessione diplomatica, ma perché essa ha rivelato una capacità di azione e di volere che la pareggia effettivamente ai più grandi Stati storici e contemporanei. È questo, secondo me, il primo e principale ingrandimento...non vi sono solo questioni economiche e territoriali che senza dubbio hanno per l'Italia un'importanza incomparabile ma vi è altresì tutto l'assetto etico e politico del mondo...".
Sostenitore del riconoscimento delle nazionalità in opposizione alla politica decisamente imperialistica del Sonnino, alla conferenza di pace tenuta a Parigi nel 1919 con i rappresentanti di Francia, Inghilterra e Stati Uniti, il contrasto fra i due politici italiani fu fatale; se Orlando, disposto a rinunciare alla Dalmazia, richiedeva l'annessione di Fiume, Sonnino non intendeva cedere sulla Dalmazia, cosicché l'Italia finì col richiedere entrambi i territori, senza ottenere nessuno dei due.
Il presidente statunitense Woodrow Wilson lo umiliò pubblicamente in aprile, dichiarando di dubitare che egli avesse la fiducia del suo Paese e che ne interpretasse la volontà: Orlando reagì abbandonando la conferenza. La sua carriera di uomo politico di primo piano finì con le dimissioni date il 23 giugno 1919.

### Avvento del fascismo

Una squadra fascista

Lasciato il governo, dal 1919 al 1920 fu presidente della Camera dei deputati e nel 1921 fu rieletto alla Camera.
L'avvento del fascismo vide Orlando tra i benevoli sostenitori del governo Mussolini: fece parte, con Antonio Salandra e Gaetano Mosca, della commissione incaricata di esaminare il progetto di legge Acerbo, che dava al partito o alla coalizione che avesse ottenuto alle elezioni almeno il 25% dei voti i due terzi dei seggi parlamentari. Don Sturzo scrisse in seguito a questo proposito:
Fu eletto in Sicilia nel "listone fascista" per le elezioni dell'aprile 1924, ma sostenne di essere rimasto il liberale democratico di sempre; neanche l'omicidio di Giacomo Matteotti del 10 giugno lo spinse all'opposizione, alla quale aderì solo dopo il famoso discorso del 3 gennaio 1925 di Mussolini, che segnò la formale instaurazione della dittatura, con la successiva messa fuori legge dei partiti e gli altri provvedimenti autoritari.
A questo discorso si rifece tuttavia il 28 giugno 1925 al Teatro Massimo di Palermo, nel comizio elettorale per la Unione palermitana per la libertà di cui era capolista e che competeva con le formazioni fasciste capeggiate da Alfredo Cucco nel quadro delle elezioni amministrative. In quei frangenti era iniziata la campagna di repressione della mafia guidata dall'allora prefetto di Trapani Cesare Mori, ed Orlando così argomentò alla platea:
Dopo aver raccolto con la sua lista 16.616 voti, contro i 26.428 della lista fascista, il 6 agosto 1925 si dimise dall'incarico di parlamentare. La dichiarazione fu invece usata nella polemica politica come riscontro dell'inquinamento mafioso della vecchia classe politica.
Nel 1931 il collocamento a riposo dall'insegnamento universitario per raggiunti limiti d'età gli risparmiò di dover giurare fedeltà al regime, e nel 1934 si dimise insieme a Benedetto Croce dall'Accademia dei Lincei per non farlo.
Il 3 ottobre 1935, però, in una lettera testimoniò a Mussolini solidarietà per la sua guerra etiopica scrivendo: «Eccellenza, nel momento attuale ogni italiano deve essere presente, per servire. Se l'opera mia, nella pura forma del servizio, potesse essere utile, voglia l'E.V. disporne». Mussolini, per motivi propagandistici, fece pubblicare dai giornali la lettera privata di Orlando.

### Ritorno in Parlamento

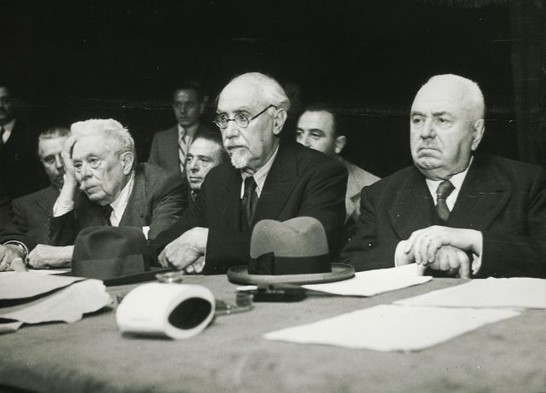
Vittorio Emanuele Orlando, primo a sinistra, seduto con Francesco Saverio Nitti, primo a destra, e Ivanoe Bonomi durante le sedute della Costituente

Orlando, con altri esponenti politici prefascisti, fu consultato in segreto nel luglio 1943 da Vittorio Emanuele III nel corso della preparazione della defenestrazione di Mussolini. Redasse di suo pugno il testo del proclama firmato da Badoglio che annunciava la caduta del fascismo e la continuazione della guerra; appoggiò i governi di unità nazionale, ma fu diffidente verso i successivi governi centristi, cui rimproverava di non porre in primo piano i motivi politici dell'indipendenza e della dignità nazionale. Nell'agosto 1943 il governo Badoglio I gli affidò le funzioni amministrative di presidente della soppressa Camera dei fasci e delle corporazioni.
Nel luglio 1944 il Presidente del Consiglio Ivanoe Bonomi lo nominò presidente della Camera dei deputati, fino al 25 settembre 1945.
Consultore nazionale dal novembre 1945 al giugno 1946, dove fu presidente della commissione esteri, fu eletto deputato alla Costituente nella lista Unione Democratica Nazionale, dal 1946 al 1948. Fece clamore, nel 1947, il suo discorso in occasione del dibattito parlamentare per la ratifica del trattato di pace, in cui accusò De Gasperi di "cupidigia di servilismo".

### Ultimi anni e morte

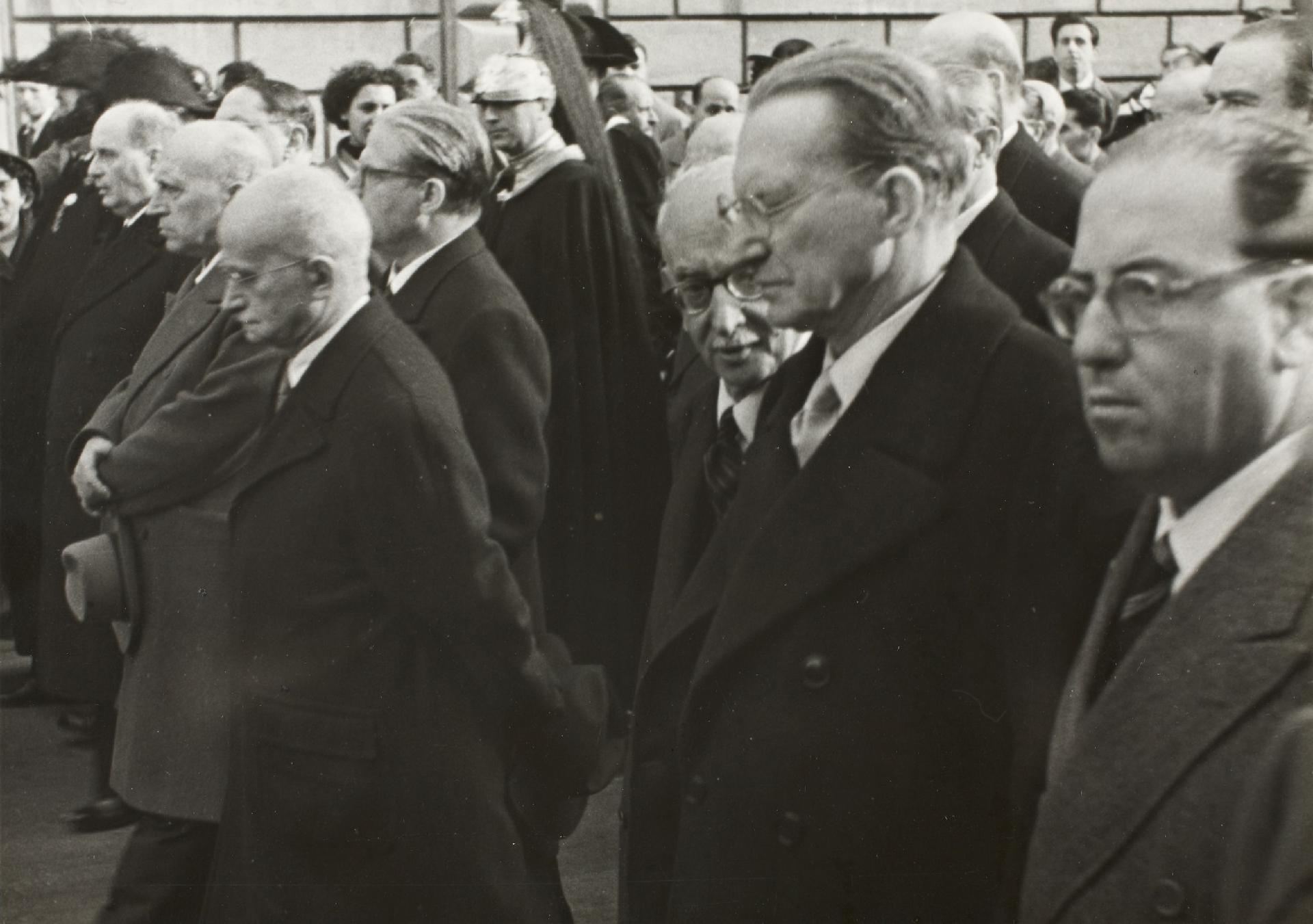
Il presidente della Repubblica Luigi Einaudi e il presidente del Consiglio dei ministri Alcide De Gasperi al funerale di Vittorio Emanuele Orlando

Fu senatore di diritto nella I legislatura, dal 1948 alla morte. Fece la sua ultima battaglia parlamentare a 92 anni, in opposizione alla riforma della legge elettorale che introduceva il premio di maggioranza, proposta dalla maggioranza centrista, nota come "legge truffa". Dal 1950 al 1952 fu anche presidente del Consiglio Nazionale Forense.
Massone, fu membro della Loggia Propaganda, appartenente al Grande Oriente d'Italia.
Morì nel 1952 e venne inumato nella basilica di Santa Maria degli Angeli e dei Martiri, a Roma.

## Opere

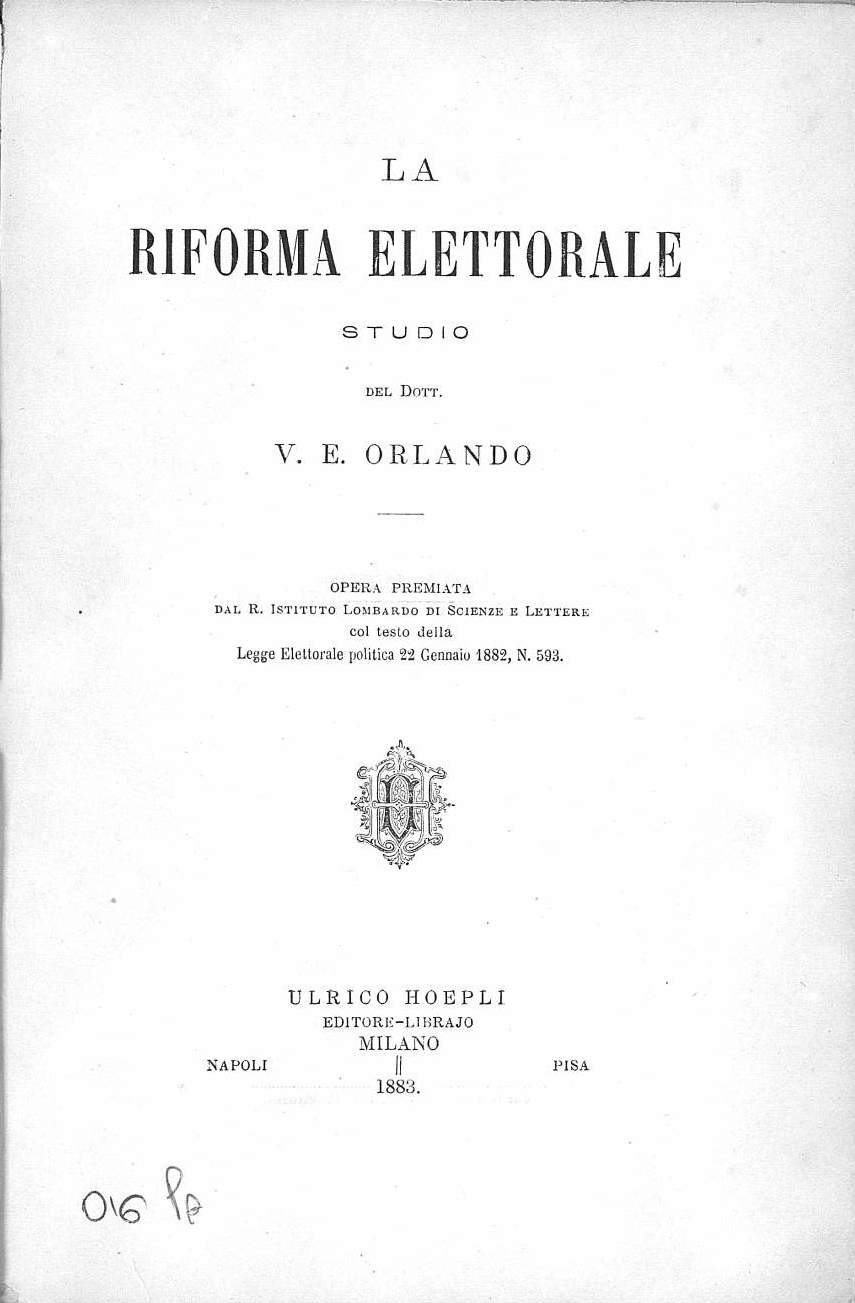
La riforma elettorale, 1883

- Della riforma elettorale, Milano, 1881
  -  La riforma elettorale, Milano, Hoepli, 1883.
- Le fratellanze artigiane in Italia, Firenze, 1884
- Della resistenza politica individuale e collettiva, Torino, 1885
- Principi di diritto costituzionale, Firenze, 1889
- Principi di diritto amministrativo, Firenze, 1890
  -  Principii di diritto amministrativo, Firenze, G. Barbera, 1915.
- Teoria giuridica delle guarentigie della libertà, Torino, 1890
- Primo trattato completo di diritto amministrativo italiano, vol. 1, Milano, Società Editrice Libraria, 1900.
  -  Primo trattato completo di diritto amministrativo italiano, vol. 2.2, Milano, Società Editrice Libraria, 1915.
  -  Primo trattato completo di diritto amministrativo italiano, vol. 2.3, Milano, Società Editrice Libraria, 1935.
  -  Primo trattato completo di diritto amministrativo italiano, vol. 3, Milano, Società Editrice Libraria, 1907.
  -  Primo trattato completo di diritto amministrativo italiano, vol. 4.1, Milano, Società Editrice Libraria, 1904.
  -  Primo trattato completo di diritto amministrativo italiano, vol. 4.2, Milano, Società Editrice Libraria, 1905.
  -  Primo trattato completo di diritto amministrativo italiano, vol. 5, Milano, Società Editrice Libraria, 1930.
  -  Primo trattato completo di diritto amministrativo italiano, vol. 6.1, Milano, Società Editrice Libraria, 1930.
  -  Primo trattato completo di diritto amministrativo italiano, vol. 10.1, Milano, Società Editrice Libraria, 1930.
  -  Primo trattato completo di diritto amministrativo italiano, vol. 10.2, Milano, Società Editrice Libraria, 1932.
- La giustizia amministrativa, Milano, 1901
- Le régime parlamentaire en Italie, Parigi, 1907
- Lo Stato e la realtà, Milano, 1911
- Discorsi per la guerra, Roma, 1919
- Crispi, Palermo, 1923
- Discorsi per la guerra e per la pace, Foligno, 1923
- Diritto pubblico generale e diritto pubblico positivo, Milano, 1924
- Recenti indirizzi circa i rapporti fra diritto e Stato, Tivoli, 1926
- L'opera storica di Michele Amari, Milano, 1928
- Su alcuni miei rapporti di governo con la Santa Sede, Napoli, 1929
- Immunità parlamentari e organi sovrani, Tivoli, 1933
- Diritto pubblico generale, Milano, 1940
- Scritti vari di diritto pubblico e scienza politica, Milano, 1940
- Memorie (1915 - 1919), Milano, 1960 (a cura di Rodolfo Mosca)
- Discorsi parlamentari, Bologna, 2002